# Шахназаров, Карен Георгиевич
Каре́н Гео́ргиевич Шахназа́ров (род. 8 июля 1952, Краснодар, СССР) — советский и российский кинорежиссёр, сценарист, кинопродюсер и общественный деятель; народный артист Российской Федерации (2002), лауреат трёх Государственных премий Российской Федерации (2003, 2013, 2022), Государственной премии РСФСР имени братьев Васильевых (1988) и премии Ленинского комсомола (1986).
С 20 апреля 1998 года — генеральный директор и председатель правления киноконцерна «Мосфильм».
Участник программы «Вечер с Владимиром Соловьёвым» на телеканале «Россия-1».

## Биография
Родился 8 июля 1952 года в Краснодаре. Отец — Георгий Шахназаров (1924—2001), политолог, советник президента СССР М. С. Горбачёва (1991); мать — Анна Григорьевна Шахназарова, в девичестве — Шашкина (29. 12. 1928 — 21. 03. 2022), выпускница театроведческого факультета ГИТИСа. Карен Шахназаров происходит из аристократического армянского рода князей Мелик-Шахназарянов, которые правили армянской провинцией Варанда в Нагорном Карабахе в Средние века.
Карен Шахназаров учился в московской школе № 4. В 1975 году окончил режиссёрский факультет ВГИКа (мастерская Игоря Таланкина). У этого же режиссёра Шахназаров работал ассистентом на съёмках фильма «Выбор цели». С июня по октябрь 1975 года — режиссёр «Мосфильма». Дипломной работой стал короткометражный фильм «Шире шаг, маэстро!» (1975), снятый по одноимённому рассказу В. М. Шукшина.
С октября 1975 по ноябрь 1976 года проходил службу в рядах СА. После окончания службы вернулся на киностудию. Член КПСС с 1985 года.
Полнометражным дебютом стал фильм «Добряки» (1979). В 1980 году по сценарию Шахназарова была поставлена лирическая комедия «Дамы приглашают кавалеров». Также в 1980-е годы снял ряд сюжетов для киножурнала «Фитиль».
Широкую известность Карену Шахназарову как режиссёру и сценаристу принёс вышедший в 1983 году на экраны СССР музыкальный фильм «Мы из джаза». Эта лента, названная по опросу читателей журнала «Советский экран» лучшим музыкальным фильмом года, была удостоена также нескольких международных призов.
Успешными стали фильмы, снятые в начале Перестройки, — «Зимний вечер в Гаграх» (1985), «Курьер» (1986) и другие.
В 1994—1995 годах был ведущим цикла телепередач «XX век в кадре и за кадром» на телеканале «РТР».
С 20 апреля 1998 года — генеральный директор, председатель правления киноконцерна «Мосфильм».
Шахназаров считает, что современному российскому кино не хватает самоидентификации и общей идеи, какая была в советском кино, а также не хватает личностей. Он отмечает, что сейчас по пальцам можно перечесть действительно талантливых режиссёров. Кроме того, сейчас намного сложнее получать кинематографическое образование, так как в кино часто идут люди, уже окончившие вуз. Соответственно, если у человека нет средств, то он просто не может получить кинообразование.
Член СКР, Российской академии кинематографических искусств, Национальной академии кинематографических искусств и наук России.

## Личная жизнь
- Первый брак был заключён в юном возрасте[каком?] и продлился всего полгода.[источник не указан 337 дней]
- Вторая жена — Елена Сетунская (род. 1961; ныне — Алёна Зандер), журналист и искусствовед. Сочетались браком в 1983 году. Оставила его в мае 1989 года и уехала в США с общей малолетней дочерью Анной (род. 1985). Позже Шахназаров развёлся с ней через суд и получил право на воспитание дочери, однако увидел её лишь спустя двадцать лет[10][11].
- Третья жена — Дарья Майорова (род. 1972), актриса и телеведущая. Познакомились в 1990 году, развелись в 2001 году[12]. В браке двое сыновей:
  - Иван (род. 1993; кинорежиссёр, сценарист, актёр),
  - Василий (род. 1996)[13][14].

## Общественные взгляды

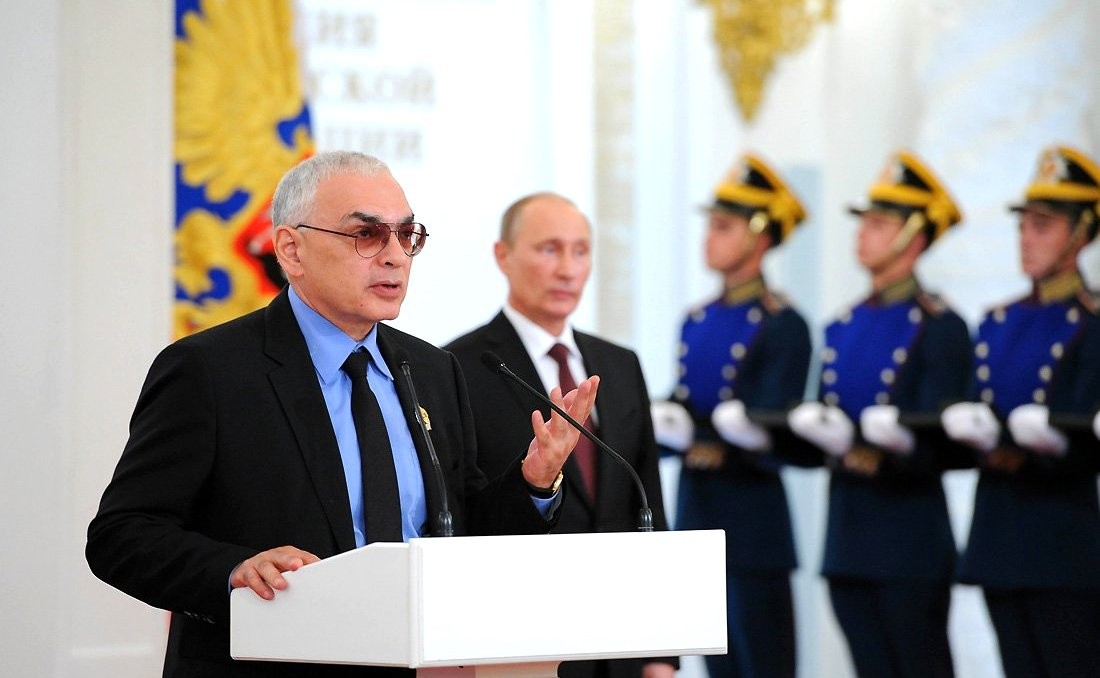
Во время вручения Государственной премии Российской Федерации в области литературы и искусства, 2013 год

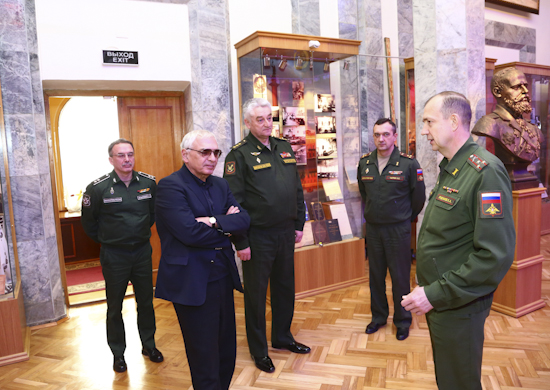
Карен Шахназаров в Военной академии Генерального штаба, 2018 год

В 1998 году был назначен членом коллегии Государственного комитета Российской Федерации по кинематографии.
В апреле 2000 года подписал письмо в поддержку политики недавно избранного президента России Владимира Путина в Чечне.
В 2001 году был назначен членом коллегии Министерства культуры Российской Федерации.
В 2006—2011 годах — член Общественной палаты Российской Федерации. Являлся заместителем председателя Комиссии по развитию культуры, с 2008 года — председатель Комиссии по культуре.
С 2008 года является членом Комиссии при президенте Российской Федерации по государственным наградам.
С января 2012 года являлся членом «Народного штаба» по городу Москве кандидата в президенты России Владимира Путина.
В марте 2014 года Шахназаров поддержал аннексию Крыма, подписал письмо президенту России Владимиру Путину в поддержку аннексии
В сентябре 2016 года являлся доверенным лицом партии «Единая Россия» на выборах в Государственную думу VII созыва.
Член Центрального штаба Общероссийского народного фронта. Член правления Союза кинематографистов России. Член коллегии Министерства культуры Российской Федерации. Заместитель председателя Совета при президенте Российской Федерации по культуре и искусству. Член Правительственного Совета по развитию отечественной кинематографии. Член Общественной палаты Москвы. Член правления Национальной академии кинематографических искусств и наук России. Член Европейской киноакадемии. Член Совета директоров «Первого канала». С октября 2018 года — член Совета по общественному телевидению.
В январе 2018 года стал доверенным лицом Владимира Путина на президентских выборах 18 марта 2018 года. В 2018 году был доверенным лицом кандидата в мэры Москвы Сергея Собянина.
15 января 2020 года был включён в рабочую группу по подготовке предложений о внесении поправок в Конституцию России.
В первый же день публично поддержал вторжение России на Украину.
28 апреля 2022 года в эфире телеканала «Россия-1» Шахназаров угрожал критикам войны массовыми репрессиями: «Эти противники буквы „Z“ должны понимать, что если они рассчитывают, что их пощадят, — нет, их не пощадят. Всё по-серьёзному уже. Это в случае чего концлагеря, перевоспитание, так сказать, стерилизация». Позднее заявил, что его слова «вырвали из контекста».
В январе 2024 года оценил шумиху вокруг «голой» вечеринки Насти Ивлеевой как изменение морали в связи с вторжением России на Украину.
В 2024 году стал доверенным лицом кандидата в президенты России Владимира Путина. В ноябре того же года встретился с Путиным и назвал нецелесообразным замедление Youtube, сообщив журналистам, что президент пообещал «разобраться» с этим.

## Санкции, уголовное преследование
26 июня 2024, на фоне российского вторжения в Украину, Генпрокуратура Украины возбудила уголовоное дело в отношении Шахназарова за «оправдание вооруженной агрессии РФ против Украины».
18 июля 2025 года Карен Шахназаров был включён в санкционный список всех стран Евросоюза:

Занимая должность гендиректора «Мосфильма», Шахназаров, в своих публичных выступлениях и интервью, поддерживал войну против Украины на словах и идейно. Кроме того, «Мосфильм» оказывал гуманитарную, техническую, финансовую и материальную поддержку российским военным, в том числе предоставлял им военную технику, которая ранее использовалась для постановочных съемок в кинопроизводстве «Мосфильма».— «Официальный журнал Европейского союза», Брюссель, 18 июля 2025 года

## Фильмография
| 1975 | Шире шаг, маэстро!                    | зелёная ✓ | зелёная ✓ |           |
| 1979 | Добряки                               | зелёная ✓ |           |           |
| 1980 | Дамы приглашают кавалеров             |           | зелёная ✓ |           |
| 1983 | Мы из джаза                           | зелёная ✓ | зелёная ✓ |           |
| 1985 | Зимний вечер в Гаграх                 | зелёная ✓ | зелёная ✓ |           |
| 1986 | Курьер                                | зелёная ✓ | зелёная ✓ |           |
| 1988 | Город Зеро                            | зелёная ✓ | зелёная ✓ |           |
| 1991 | Цареубийца                            | зелёная ✓ | зелёная ✓ |           |
| 1992 | Белый король, красная королева        |           |           | зелёная ✓ |
| 1993 | Сны                                   | зелёная ✓ | зелёная ✓ | зелёная ✓ |
| 1993 | Дети чугунных богов                   |           |           | зелёная ✓ |
| 1995 | Американская дочь                     | зелёная ✓ | зелёная ✓ |           |
| 1998 | День полнолуния                       | зелёная ✓ | зелёная ✓ |           |
| 1998 | Кто, если не мы                       |           |           | зелёная ✓ |
| 1998 | Привет от Чарли-трубача               |           |           | зелёная ✓ |
| 2001 | Яды, или Всемирная история отравлений | зелёная ✓ | зелёная ✓ | зелёная ✓ |
| 2002 | Звезда                                |           |           | зелёная ✓ |
| 2004 | Всадник по имени Смерть               | зелёная ✓ | зелёная ✓ | зелёная ✓ |
| 2008 | Исчезнувшая империя                   | зелёная ✓ |           | зелёная ✓ |
| 2009 | Палата № 6                            | зелёная ✓ | зелёная ✓ | зелёная ✓ |
| 2012 | Белый тигр                            | зелёная ✓ | зелёная ✓ | зелёная ✓ |
| 2012 | Любовь в СССР                         | зелёная ✓ |           | зелёная ✓ |
| 2013 | Косухи                                |           |           | зелёная ✓ |
| 2013 | Она                                   |           |           | зелёная ✓ |
| 2015 | Дорога на Берлин                      |           |           | зелёная ✓ |
| 2017 | Анна Каренина. История Вронского      | зелёная ✓ | зелёная ✓ | зелёная ✓ |
| 2018 | Решение о ликвидации                  |           |           | зелёная ✓ |
| 2021 | Владивосток                           |           | зелёная ✓ | зелёная ✓ |
| 2022 | У самого Белого моря                  |           |           | зелёная ✓ |
| 2023 | Хитровка. Знак четырёх                | зелёная ✓ | зелёная ✓ | зелёная ✓ |

## Награды
Государственные награды:

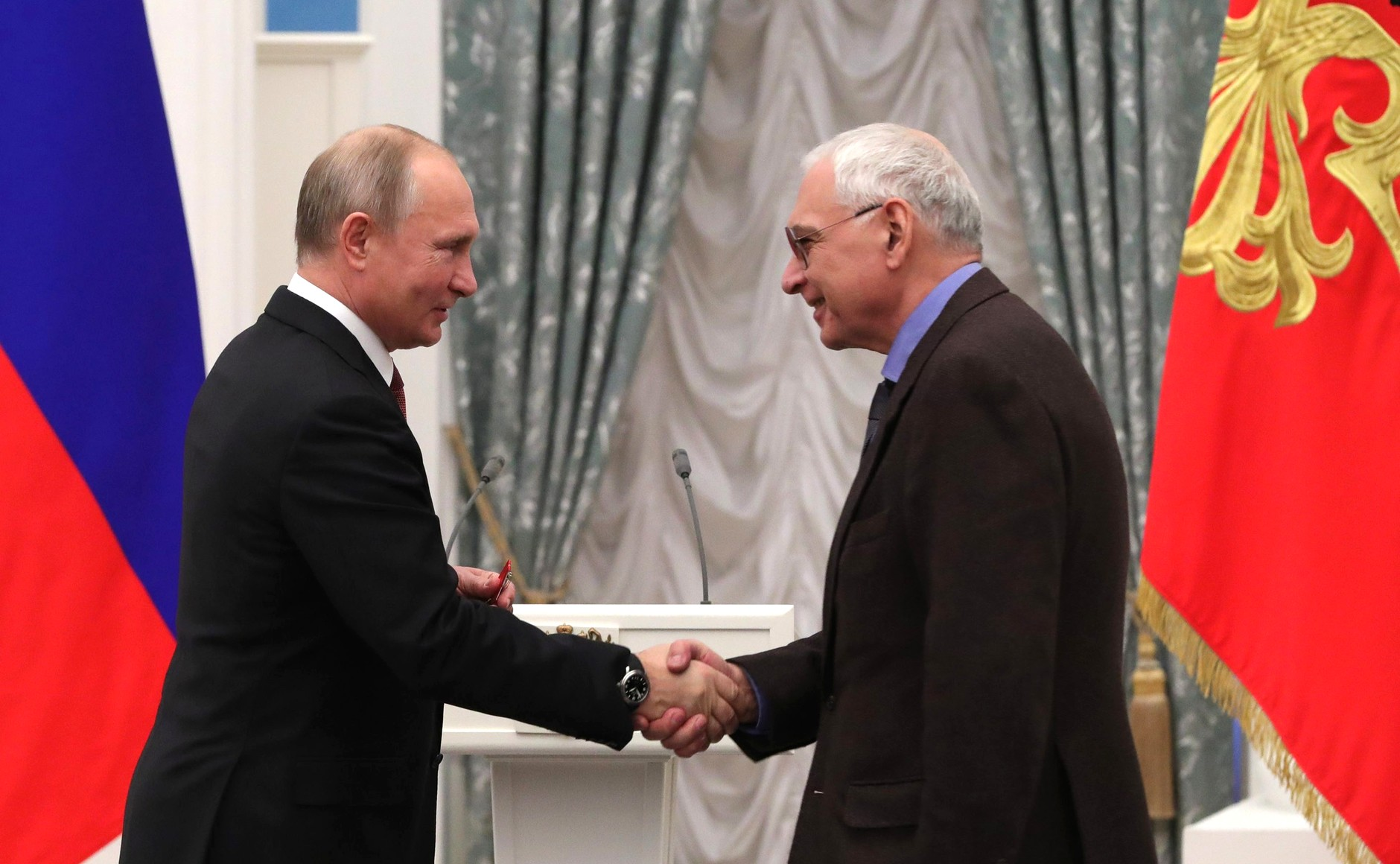
Награждение орденом Александра Невского, 27 ноября 2018 года

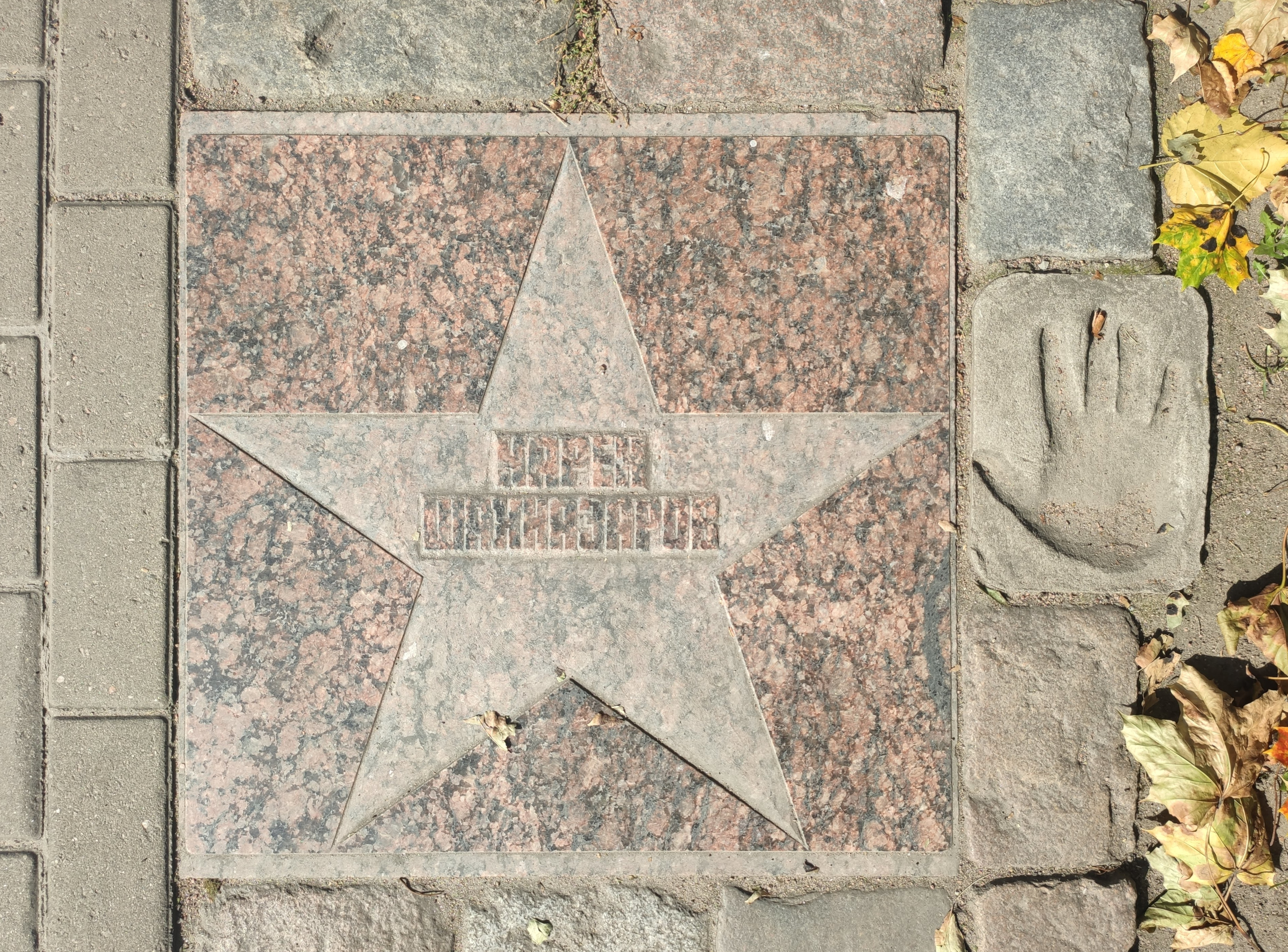
Звезда Карена Шахназарова на Аллее актёрской славы в Выборге

- заслуженный деятель искусств РФ (2 августа 1997) — за заслуги в области искусства[38]
- народный артист РФ (29 июля 2002) — за большие заслуги в области киноискусства[39]
- Государственная премия Российской Федерации в области киноискусства 2002 года (5 июня 2003) — за художественный фильм «Звезда»[40]
- орден Почёта (4 октября 2008) — за заслуги в развитии отечественной культуры и искусства, многолетнюю плодотворную деятельность[41]
- орден «За заслуги перед Отечеством» IV степени (12 июля 2012) — за большой вклад в развитие отечественного кинематографического искусства и многолетнюю творческую деятельность[42]
- Государственная премия Российской Федерации в области литературы и искусства 2012 года (7 июня 2013) — за вклад в развитие российского кинематографа, возрождение и развитие киностудии «Мосфильм»[43]
- орден Александра Невского (24 января 2018) — за заслуги в развитии отечественной культуры и искусства, многолетнюю плодотворную деятельность[44]
- орден «За заслуги перед Отечеством» III степени (8 августа 2022) — за большой вклад в развитие отечественной культуры и искусства, многолетнюю плодотворную деятельность[45]
- Государственная премия Российской Федерации за выдающиеся достижения в области гуманитарной деятельности 2022 года (9 июня 2023)[46].

Иностранные награды:
- орден Почёта (21 января 2013, Армения) — за вклад в укрепление армяно-российских культурных связей, многолетнюю и плодотворную деятельность в области кинематографии[47][48]
- кавалер ордена Искусств и литературы (27 июня 2018, Франция)[49]

Другие награды, премии, поощрения и общественное признание:
- За фильм «Мы из джаза»
  - премия Ленинского комсомола (1986) — за развитие жанра музыкальной комедии в фильмах «Мы из джаза» (1983) и «Зимний вечер в Гаграх» (1985) производства киностудии «Мосфильм»
  - Специальный приз жюри в Гренобле (Франция, 1984)
  - Серебряная медаль международного кинофестиваля в Лодзи (Польша, 1984)
  - Диплом Международного кинофестиваля в Лондоне
  - Диплом Международного кинофестиваля в Чикаго
  - Диплом Международного кинофестиваля в Белграде
- За фильм «Курьер»
  - Государственная премия РСФСР имени братьев Васильевых (1988) — за художественный фильм «Курьер» (1986) производства киностудии «Мосфильм»
  - Специальная премия XV Международного кинофестиваля в Москве[3]
  - Приз жюри за лучший фильм для юношества на фестивале в Тбилиси (Грузия, 1987)
- За фильм «Город Зеро»[3]
  - Главный приз «Золотой Хьюго» Международного кинофестиваля в Чикаго (США, 1989)
  - Серебряный приз Международного кинофестиваля в Вальядолиде (Испания, 1989)
  - Приз Европейской Ассоциации научной фантастики за лучший фильм (Сан-Марино, 1989)
- За фильм «Цареубийца»
  - Главный приз Международного кинофестиваля в Белграде (Югославия, 1991)
- За фильм «Американская дочь»
  - Специальный приз на II Международном кинофестивале в Шанхае (Китай, 1995)
- За фильм «День полнолуния»
  - премия «Ника» в номинации «Лучшая сценарная работа»
  - Специальный приз и приз «ФИПРЕССИ» на XXXIII Международном кинофестивале в Карловых Варах (Чехия)[3]
  - Главный приз, приз «ФИПРЕССИ» и приз зрителей на II Международном кинофестивале в Паличе (Югославия)
  - Главный приз «Золотой Пегас» на IV кинофестивале Московского кино «Московский Пегас»
  - Второй приз на IX Открытом Российском кинофестивале в Сочи
  - Второй приз на XI Панораме Европейского кино в Афинах (Греция)
- За фильм «Палата № 6»[3]
  - премия «Золотой орёл» за лучшую режиссёрскую работу (2010)
  - Специальный приз жюри МКФ в Порту (Португалия, 2010)
  - Приз за лучший иностранный фильм МКФ «Фаджр» в Тегеране (Иран, 2010)
- За фильм «Белый тигр»
  - 2012 — Специальный приз жюри Пхеньянского международного кинофестиваля, КНДР
  - 2012 — Художественная премия Capri, Hollywood Международного кинофестиваля Capri, Hollywood, Италия
  - 2012 — премия ФСБ России в номинации «Кино- и телефильмы» (за постановку и сценарий художественного фильма)
  - 2013 — Фестиваль русского кино в Тунисе — приз за лучший игровой полнометражный фильм и приз за лучший сценарий[50]
  - 2013 — Специальный приз жюри Международного кинофестиваля «Фантаспорту», Португалия
  - 2013 — Приз лучшему режиссёру в «Неделе режиссёров» Международного кинофестиваля «Фантаспорту», Португалия
  - 2013 — Приз за лучший игровой полнометражный фильм на кинофестивале «Русская весна в Тунисе», Тунис
  - 2013 — Приз за «лучший фильм на иностранном языке» на национальной кинопремии «Айак», Армения
  - 2013 — Приз в номинации «лучший режиссёр» на Кинофестивале «Fantaspoa», Бразилия
  - 2013 — Приз кинокритиков Италии на XI Международном кинофестивале «Леванте», г. Бари, Италия
  - 2013 — премия «Золотой орёл» за лучший игровой фильм[3]
- За фильм «Анна Каренина. История Вронского»
  - 2017 — Приз за лучший сценарий в киносериале: Карен Шахназаров и Алексей Бузин за сценарий киносериала «Анна Каренина. История Вронского» на фестивале «Семнадцать мгновений — Международный кинофестиваль имени Вячеслава Тихонова»
  - 2017 — Приз за лучший киносериал на фестивале «Семнадцать мгновений — Международный кинофестиваль имени Вячеслава Тихонова»
  - 2018 — премия «Золотой орёл» за лучший телефильм или мини-сериал (до 10 серий) «Анна Каренина»[3]
  - 2018 — Награда «лучший художественный вклад» («Best Artistic Contribution») на Международном кинофестивале в Монреале
  - 2018 — Приз за лучший фильм («Golden Reel Award») на Международном кинофестивале в Тибуроне, Калифорния
  - 2018 — Приз за лучшую режиссуру («Best Director») Карену Шахназарову на Международном кинофестивале в Тибуроне, Калифорния
  - 2018 — Награда «за использование передовых технологий» от компании «Dolby»

Прочие:
- Главный приз «Окно в Европу» (Выборг, 1993) — за фильм «Сны»[3]
- Лауреат национальной премии бизнес-репутации «Дарин» Российской Академии бизнеса и предпринимательства в 2005 г.
- премия имени В. С. Высоцкого «Своя колея» (2007)
- Приз за режиссуру кинофестиваля «Виват кино России!» (Санкт-Петербург, 2008) — за фильм «Исчезнувшая империя»[3]
- премия «Золотой орёл» (2009) — за лучшую режиссёрскую работу над фильмом «Исчезнувшая империя»[3]
- премия ФСБ России (2018) в номинации «Кино- и телефильмы» — за художественный фильм «Решение о ликвидации»
- Приз за вклад в мировой кинематограф (2023, Московский международный кинофестиваль)[51]
- Золотая медаль имени Сергея Бондарчука «За выдающийся вклад в кинематограф» (2024, кинофорум «Золотой Витязь»)[52]
- Медаль «За укрепление боевого содружества» (15 ноября 2024, Министерство обороны Российской Федерации) — за большой личный вклад в укрепление боевого содружества и содействие в решении задач, возложенных на Вооружённые Силы Российской Федерации[53][54]
- Специальная награда премии «Золотой орёл» за вклад в киноискусство (2024)

## Документальные фильмы и телепередачи
- «Карен Шахназаров. „Познер“» («Первый канал», 2012)[55]
- «Карен Шахназаров. „Жизнь коротка!“» («Первый канал», 2012)[56]
- «Карен Шахназаров. „Легенды кино“» («Звезда», 2016)[57]
- «„Звёзды советского экрана“: музыкальные фильмы Карена Шахназарова» («Москва 24», 2020)[58]
- «„Тайны кино“: Карен Шахназаров» («Москва 24», 2022)[59]
- «Карен Шахназаров. „В кино как в кино“» («ТВ Центр», 2022)[60]